# Космос-583
Космос-583 је један од преко 2400 совјетских вјештачких сателита лансираних у оквиру програма Космос.
Космос-583 је лансиран са космодрома Тјуратам, Бајконур, СССР, 30. августа 1973. Ракета-носач Р-7 Семјорка (рус. Семёрка) (8К71, НАТО ознака SS-6 Sapwood) са додатим степеном је поставила сателит у орбиту око планете Земље. Маса сателита при лансирању је износила 4000 килограма. Космос-583 је био осматрачки сателит.